# Nel blu, dipinto di blu
Nel blu, dipinto di blu („Modrá namalovaná na modré“), známá jako Volare (italský infinitiv slovesa „létat“), je píseň Domenica Modugna. Je vůbec jeho první písní, která se umístila na prvním místě Billboard Hot 100.
Skladba získala cenu Grammy za nahrávku roku (1958). Byla také první písní zpívanou v jiném jazyce (celá v italštině), které tuto cenu získala. Stala se singlem roku 1958 časopisu Billboard. Je jednou z pouze tří „zázraků jednoho hitu“, která se v historii Billboard Hot 100 stala singlem roku (následovaly ji písně Stranger On The Shore od Acker Bilka (1962) a Bad Day od Daniel Powtera z roku 2006).

## Kompozice
Autorem textu a hudby je Modugno a Franco Migliacci. Nel blu, dipinto di blu měla svou premiéru na festivalu Sanremu (1958), kde ji Domenico zpíval s Johnny Dorellim – píseň vyhrála a získala si okamžitou popularitu. Byla vybrána k reprezentaci Itálie na Eurovision Song Contest 1958.
Píseň je balada ve stylu dramatického šansonu a Modugno v ní popisuje své pocity po boku své milé (přirovnává je k létání).
Do angličtiny ji přeložil Mitchel Parish.
Alternativní anglický text v roce 1958 napsala Dame Gracie Fields a používala ho na většině svých koncertů do své smrti (1979). Ve své době často text měnila podle potřeby vystoupení.

## Eurovision Song Contest

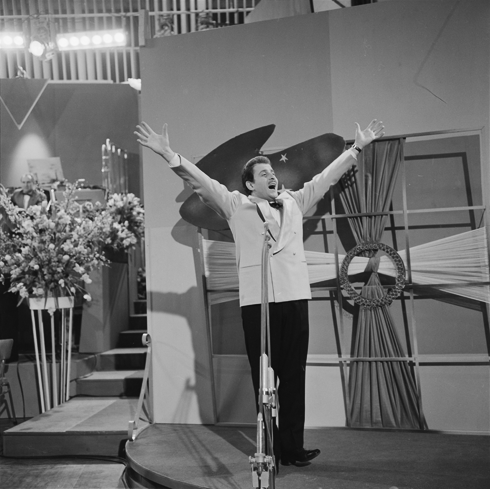
Domenico Modugno na Eurovision Song Contest 1958

Volare zazněla na Eurovision Song Contest 1958 jako první. Dostala 13 bodů a obsadila 3. místo z 10.
Při jejím znění došlo k poruše vysílání přenosu takže nebyla slyšet ve všech zemích, na konci pořadu byla před hlasováním interpretována znovu.
Domenico Modugno o rok později opět na Eurovizi vystupoval, tentokrát s písní Piove (Ciao, ciao bambina) skončil na děleném šestém místě.

## Popularita
Píseň se stala světoznámou pod názvem Volare podle svého refrénu a dosáhla předních příček žebříčků hitparád po celém světě také díky překladům do různých jazyků: Воларе (Rusko – Sofia Rotaru), Dans le bleu du ciel bleu (překlad Jacques Larue v r. 1958), En el azul del cielo (Španělsko), Jouw ogen (Belgie), Taivaan sinessä (Finsko), Azul pintado de azul (Mexiko, Argentina, Brazílie).
Rok po Eurovision Song Contest se konal slavnostní ceremoniál Grammy Award a Modugno přijal ocenění za Píseň roku a Nahrávku roku. Časopis Billboard mu také udělil cenu za nejlepší píseň roku a přijal tři zlaté desky od hudebního průmyslu: Nejlepší zpěvák, Nejlepší píseň, Nejlépe prodávané album
Popularita této písně dlouho přetrvala a byla zvolena jako druhá nejpopulárnější v historii Eurovision Song Contest při 50. výročí této instituce v dánské Kodani (2005).
Postupem času byla píseň převzata nejméně 100krát jinými umělci. Po počátečním úspěchu byly okamžitě nahrány její jiné verze v angličtině a italštině McGuire Sisters a Dean Martinem. Bobby Rydell si z ní udělal hit, který se umístil na čtvrtém místě v Billboard Hot 100 v létě 1960 a Volare byla taky hrána ve filmu Vamp (1986). V roce 1989 ji vydali Gipsy Kings ve svižnější španělské verzi (částečně i italsky).
V sedmdesátých letech zpíval tuto píseň s pozměněným textem televizní mluvčí Sergio Franchi pro reklamu automobilu Plymouth Volaré.
Píseň byla v roce 2004 použita v televizní reklamě pro společnost s rychlým občerstvením Arby (USA a Kanada).
Z této písně udělali fanoušci Arsenalu serenádu pro francouzského záložníka Patricka Vieiru, tvořiví příznivci Manchester United zase popěvky na své klubové modly Diega Forlána (Uruguay) a Nemanju Vidiće (Srbsko), na světlo světa přišla v rytmu této melodie i parodie na fotbalistu kanonýrů Vieiru, která zesměšňovala jeho fatální chybu v odvetě semifinále Anglického poháru (1999), díky níž v nastaveném čase rozhodl Ryan Giggs.
Když byl na hřišti při baseballovém zápase bývalý chytač Paul Lo Duca na Shea Stadium zazněl malý úryvek Domenicovy písně. V prvních částech TV seriálu Quantum Leap v epizodě Double Identity zpívá fiktivní postava Dr. Sam Beckett právě tuto píseň. V TV seriálu Dancing with the Stars (v USA díl 6) Kristi Yamaguchi a Mark Ballas tančí sambu u verze této písně v podání Gipsy Kings. V roce 1980 ji zpíval v klasické komedii Hollywood Knights herec Newbomb Turk (Robert Wuhl) ve vtipném provedení k potěšení diváků ze střední školy a nelibosti dospělých. Píseň zazněla mj. ve filmech "Step Brothers" a Muž na Měsíci.

### České coververze
- Pod názvem „Volare cantare (Nel blu dipinto di blu)“ (někdy také pod český překladem „Létat a zpívat“) s textem Vladimíra Dvořáka ji již v roce 1958 nazpíval Milan Chladil
- Pod názvem „Korále, sandále“ s textem Lou Fanánka Hagena ji v roce 1999 natočilo duo Těžkej Pokondr

## Citace
Tvůrci písně "Waterloo" Benny Andersson a Björn Ulvaeus (ABBA) při přebírání ceny za nejpopulárnější píseň Eurovision Song Contest všech dob řekli, že tuto cenu měla získat právě Volare (skončila na druhém místě).
"Sám jsem hlasoval pro Volare, ale jsem rád, že většina lidí hlasovala pro nás".
― "Benny Andersson"

## Nel blu dipinto nel blu zpívali
- 101 Strings Orchestra
- Adriano Celentano
- Al Martino
- Albano Carrisi
- Alex Chilton
- Alex Prior
- Ambelique
- Andiamo
- André Hazes
- Andre Kostelanetz
- Barney Kessel
- Barry White
- Bill Jennings
- Bobby Rydell
- Brave Combo
- Captain Jack
- Caterina Valente
- Chet Atkins
- Claudio Baglioni
- Cliff Richard
- Connie Francis
- Cortijo y su combo
- Cyril Stapleton
- Dalida ("Dans le bleu du ciel bleu")
- David Bowie
- Dean Martin
- Diego de Cossio
- Domenico Modugno
- Earl Grant
- El Gato's Rhythm Orchestra
- Ella Fitzgerald
- Emilio Pericoli
- Engelbert Humperdinck
- Ferrante & Teicher
- Frank Sinatra
- Frank Zappa
- G4
- Gigi D'Agostino
- Gipsy Kings
- Gipsy Rumba
- Gracie Fields
- Herman Foster
- Hit Crew
- Hugo Montenegro
- Ismael Rivera
- Jerry Vale
- John Arpin
- Joni James
- Jose Marcello s orchestrem
- Julius LaRosa
- Kirby Stone
- Lionel Hampton
- Lisa Ono
- Louis Armstrong
- Lounge Noir
- Lucho Gatica
- Luciano Pavarotti
- Marco Missinato
- Marino Marini
- Mario Peralta
- Masafumi Akikawa
- Melcochita
- Michael Junior
- Mina Mazzini|Mina
- Nelson Riddle
- Nino Rossano
- Nino Porzio
- Oleksandr Ponomaryov
- Orchestra Del Sole
- Oscar Peterson
- Petty Booka
- Petula Clark
- Ray Conniff
- Real Orquesta Filarmonica de Madrid
- Richard Clayderman
- Richie Cole
- Rita Pavone
- Robert Wuhl (film Hollywood Knights)
- Roger Williams
- Rosario E I Giaguari
- Russell Watson
- Sergio Franchi
- Son Boricua
- Stefano Bollani
- Taxi Gang
- The Ames Brothers
- The Chelsea Strings
- The Jive Aces
- The McGuire Sisters
- The Platters
- The Romantic Strings
- The Sicilians
- The Starlite Singers
- Thomas Anders
- Tiziana Ghiglioni
- Trini Lopez
- Violines de Pego
- Vitamin C
- Wayne Newton
- Willy Alberti
- Ximena Sariñana
- Youth Brigade
- Yukihiro Takahashi
- Yvonne Catterfeld
- 張菲, zpěvák z Tchaj-wanu